# روئینگ در المپیک تابستانی ۱۹۰۰
رویینگ در بازی‌های المپیک تابستانی ۱۹۰۰ نام رویداد ورزش رویینگ در بازی‌های المپیک تابستانی بود که در سال ۱۹۰۰ برگزار شد.

## کشورهای شرکت کننده
در این مسابقات ۱۰۸ ورزشکار از ۸ کشور به رقابت با یک دیگر پرداختند.
- بلژیک (۱۱)
- فرانسه (۴۷)
- آلمان (۲۱)
- بریتانیای کبیر (۱)
- ایتالیا (۱)
- هلند (۱۳)
- اسپانیا (۵)
- ایالات متحده آمریکا (۹)

## جدول مدال‌ها
| رتبه | کشور                      | طلا | نقره | برنز | مجموع |
| ۱    | فرانسه (FRA)              | ۲   | ۳    | ۱    | ۶     |
| ۲    | آلمان (GER)               | ۱   | ۰    | ۲    | ۳     |
| ۳    | ایالات متحده آمریکا (USA) | ۱   | ۰    | ۰    | ۱     |
| ۳    | تیم مختلط (ZZX)           | ۱   | ۰    | ۰    | ۱     |
| ۵    | هلند (NED)                | ۰   | ۱    | ۱    | ۲     |
| ۶    | بلژیک (BEL)               | ۰   | ۱    | ۰    | ۱     |
| ۷    | بریتانیای کبیر (GBR)      | ۰   | ۰    | ۱    | ۱     |